# Jérôme Alonzo
Jérôme Alonzo (Menton, 20 november 1972) is een voormalig voetbaldoelman uit Frankrijk die in 2010 zijn actieve carrière beëindigde bij de Franse eersteklasser FC Nantes. Eerder speelde hij onder andere voor Olympique Marseille, AS Saint-Étienne en Paris Saint-Germain. In 2004 en 2006 won hij met PSG de Coupe de France. In 2008 won hij met dezelfde club de Coupe de la Ligue.